# Diplovertebron punctatum
Diplovertebron punctatum és una espècie extinta de protoambifi (un estegocèfal) que visqué al Pennsylvanià (fa 300 milions d'anys). Es tractava d'un animal de mida mitjana, d'uns seixanta centímetres de longitud.